# Кристаллогидраты
Кристаллогидра́ты — кристаллы, содержащие молекулы воды и образующиеся, если в кристаллической решётке катионы образуют более прочную связь с молекулами воды, чем связь между катионами и анионами в кристалле безводного вещества. При низких температурах вода в кристаллогидратах может быть связана как с катионами, так и с анионами солей. Многие соли, а также кислоты и основания выпадают из водных растворов в виде кристаллогидратов.

## Примеры
Типичными кристаллогидратами являются многие природные минералы, например гипс {\displaystyle {\ce {CaSO4.2H2O}}}, карналлит {\displaystyle {\ce {MgCl2.KCl.6H2O}}}. Кристаллизационная вода обычно может быть удалена нагреванием, при этом разложение кристаллогидрата часто идёт ступенчато. Так, медный купорос {\displaystyle {\ce {CuSO4.5H2O}}} (синий) выше 105 °C переходит в тригидрат {\displaystyle {\ce {CuSO4.3H2O}}} (голубой), при 150 °C — в моногидрат {\displaystyle {\ce {CuSO4.H2O}}} (белый); полное обезвоживание происходит выше 250 °C.
Однако некоторые соединения (например, оксалат бериллия {\displaystyle {\ce {BeC2O4.H2O}}}) устойчивы только в форме кристаллогидрата и не могут быть обезвожены без разложения.
Другие примеры: железный купорос {\displaystyle {\ce {FeSO4.7H2O}}}, кристаллическая сода {\displaystyle {\ce {Na2CO3.10H2O}}}.